# 신 라스트로 데 티
《신 라스트로 데 티》(스페인어: Sin rastro de ti)은 2016년 방영된 멕시코의 텔레노벨라이다.